# 门希普菲弗尔-尼古劳斯里特
门希普菲弗尔-尼古劳斯里特（德語：Mönchpfiffel-Nikolausrieth）是德国图林根州的一个市镇。总面积9.16平方公里，总人口374人，其中男性198人，女性176人（2011年12月31日），人口密度41人/平方公里。